# Colonia el Pedregal, Guerrero
Colonia el Pedregal är en ort i Mexiko.   Den ligger i kommunen Teloloapan och delstaten Guerrero, i den södra delen av landet, 140 km sydväst om huvudstaden Mexico City. Colonia el Pedregal ligger 1 617 meter över havet och antalet invånare är 1 551.
Terrängen runt Colonia el Pedregal är huvudsakligen kuperad, men den allra närmaste omgivningen är platt. Runt Colonia el Pedregal är det ganska glesbefolkat, med 36 invånare per kvadratkilometer. Närmaste större samhälle är Teloloapan, 2,3 km nordväst om Colonia el Pedregal. I omgivningarna runt Colonia el Pedregal växer huvudsakligen savannskog.